# Szent Márton-templom (Mártonhely)
A mártonhelyi Szent Márton-templom a szlovéniai Mártonhelyen (ma szlovénül Martjanci, régi magyar neve a 19. század végi magyarosításig Martyáncz).
A római katolikus plébániatemplom a 14. század végén épült gótikus stílusban. Falait Aquila János freskói díszítik, kinek alkotásai Magyarországon az Őrség területén, Veleméren is láthatóak. Aquila alkotásai európai szinten is kimagaslóak.

## A templom története
Martjanci és a plébánia először 1365/66-ban jelenik meg a forrásokban, mint Scentmartun in dystrictu Sancti Martini, azaz ekkor már Tours-i Szent Márton volt a védőszentje. A presbitérium déli falán található „... Item Anno MOCCCLXXXXIIEditicata fuit ista ecclesia et c(etera) v(videlicet) t(em)p(or)e plebani Erasmi” felirat szerint, a településen keresztül vezető út melletti legszebb és legmagasabb helyen 1392-ben, Erazmus plébános idejében emeltek templomot a tiszteletére.
A régi egyházközség fennhatóságába vagy 18 falu tartozott a környéken a felsőlendvai uradalmi iratok szerint. További adatokat az 1627., 1698. és 1756. évi vizitációk irataiból lehet megtudni. A vizitációs jegyzőkönyvek egy 1529-es, Szent Márton alakkal díszített főoltárról, valamint késő gótikus jegyeket hordozó, kőasztalon elhelyezett két mellékoltárról is szólnak.
A 16. és a 17. század a reformáció időszaka, az akkori viszonyokról tanúskodik az 1643. január elsején, muravidéki nyelvjárásban kiadott, a szőlőskertek bérleti viszonyait rendező „martjanci szerzödés”, valamint irodalomtörténeti szempontból is értékes, a 16. és 18. század közötti időszakban, „kaj” írásmódban feljegyzett zsoltárokat tartalmazó „martjanci énekeskönyv”.
A reformáció korában a lutheránusok és a reformátusok közötti viszálynak a kanizsai agák 1652. június 29-i levele vetett véget. 1673 után, amikor a templom újra a katolikus hitközséggé lett, az ellenreformáció liturgikus követelményeinek megfelelően a templomhajó ívelt mennyezetet (1702), majd a késő barokk korban új berendezést kapott. A mellékoltárokat a regedei Józef Digl alkotta meg 1749-ben, és 1750-ben. Az északi falon ma is olvasható, hogy azt 1791-ben Johannes Klein újította fel, aki szintén radkersburgi (regedei) mester volt.
1925-ben Joze Plecnik építész újította meg a főoltárt Szent Márton monumentális szobrával, ami jól illeszkedik a gótikus stílushoz. A második világháború előtti időszakban Music építész agyagcsövekből álló rendszerrel megoldotta az épület a szellőzését, így a nedvesség már nem veszélyezteti az értékes freskókat.

## Az épület leírása
A messziről látható templomtorony gótikus homlokzatát a bejárat felett öt szinten díszítik ablakok. A finom ritmusban növekedő, nyújtott négyszög alakú, élszedett keretezésű ablakok közül a negyediket vakmérmű ékesíti. A legfelső, ötödik szinten a torony minden oldalán kőrácsos, csúcsíves ablak nyílik. A tornyot és a templomhajót, ami 1702-ig sík mennyezetű volt, kőpillérek támasztják a sarkokra derékszögben. A templomba a déli oldalról is nyílik bejárat. Ugyancsak a déli oldalon három gótikus ablak biztosítja a fény beáramlását a templom belsejébe. A keleti oldalon épült a szűkebb, egyterű és ötnyolcadban záruló presbitérium, az északi oldalán a sekrestyével. A szentély sarkait ugyancsak homokkőből faragott, többlépcsős pillérek támasztják.
A karzatrészt mérműves ikerablak díszíti, ebben a többi ablakhoz hasonlóan legalább a 17. század végéig az apostolokat ábrázoló festett üveg volt. A presbitériumot belülről íves záródású ülőpadok, a sekrestye portálja és a fali szentségfülke tagolja. Az épülettagolások, a farkasfogas profilú ív, a zárókövek és a konzolok valószínűleg egy regionális építészműhely alkotásai. A templomépület muravidéki gótikus építészeti emlékek kiemelkedő darabja.
A Parler család stílusában megalkotott levéldíszes, maszkos konzolok a ptuji búcsújáró templom empóriumában találhatókhoz hasonlítanak, és a bécsi építészet hatását tükrözik.

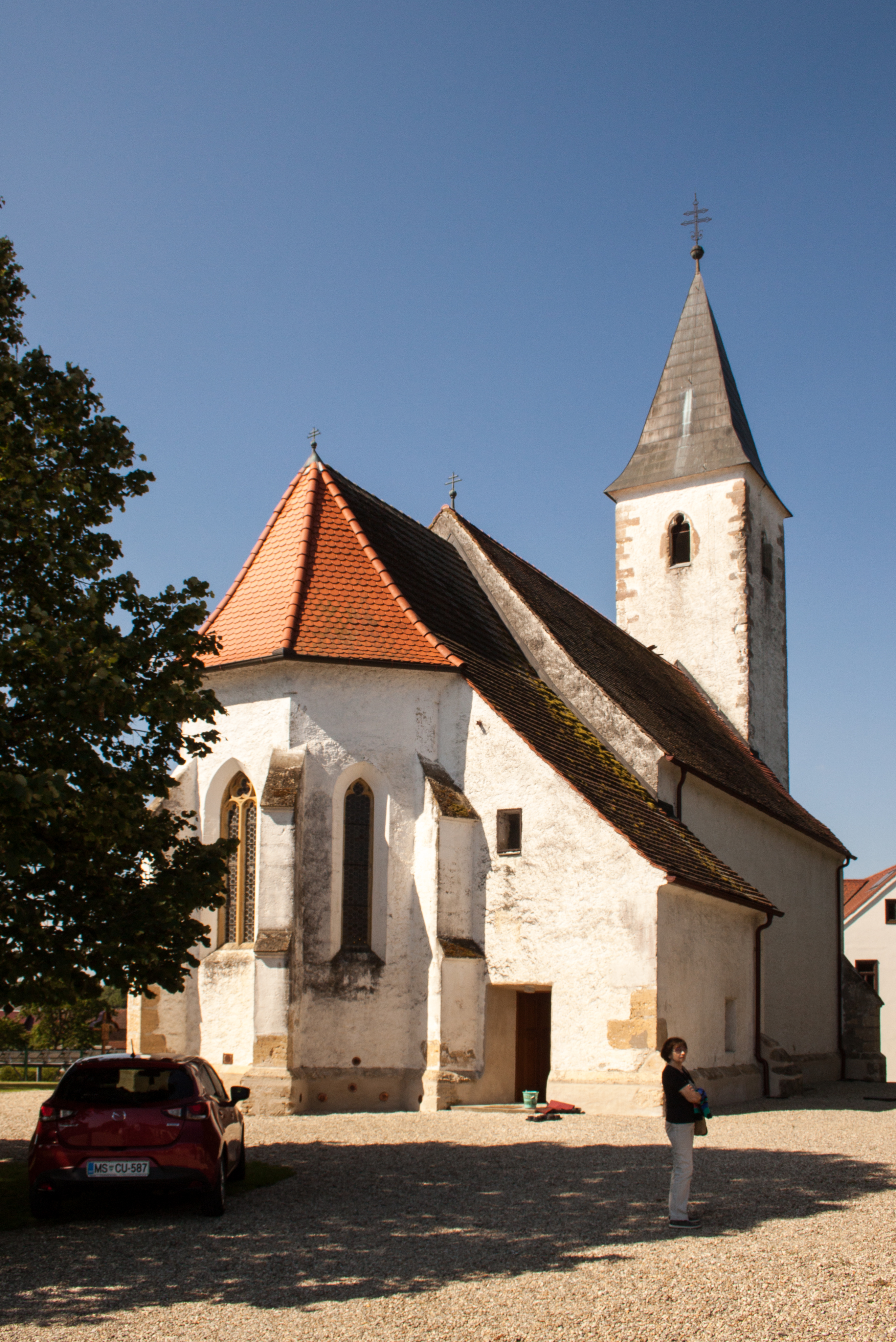
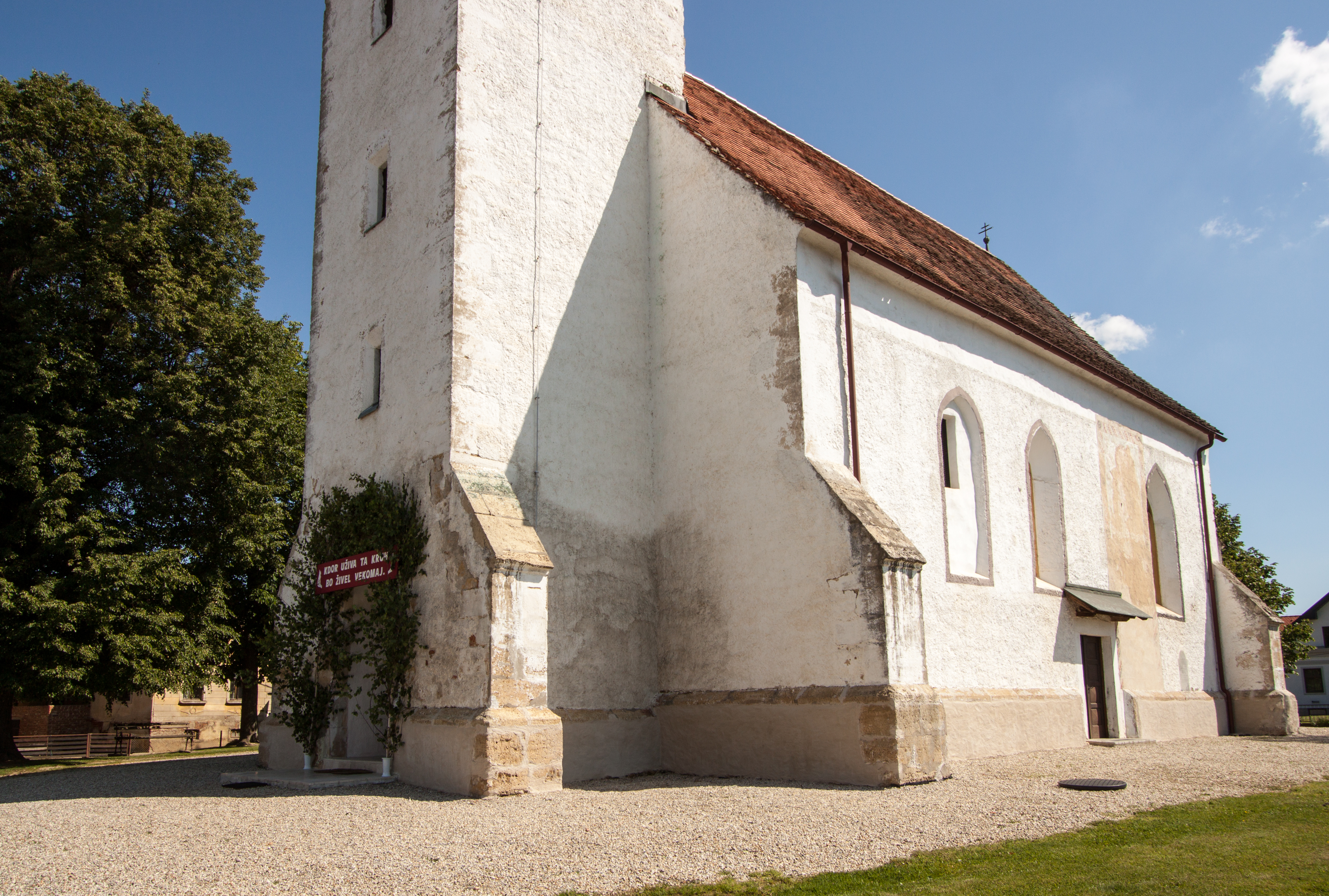
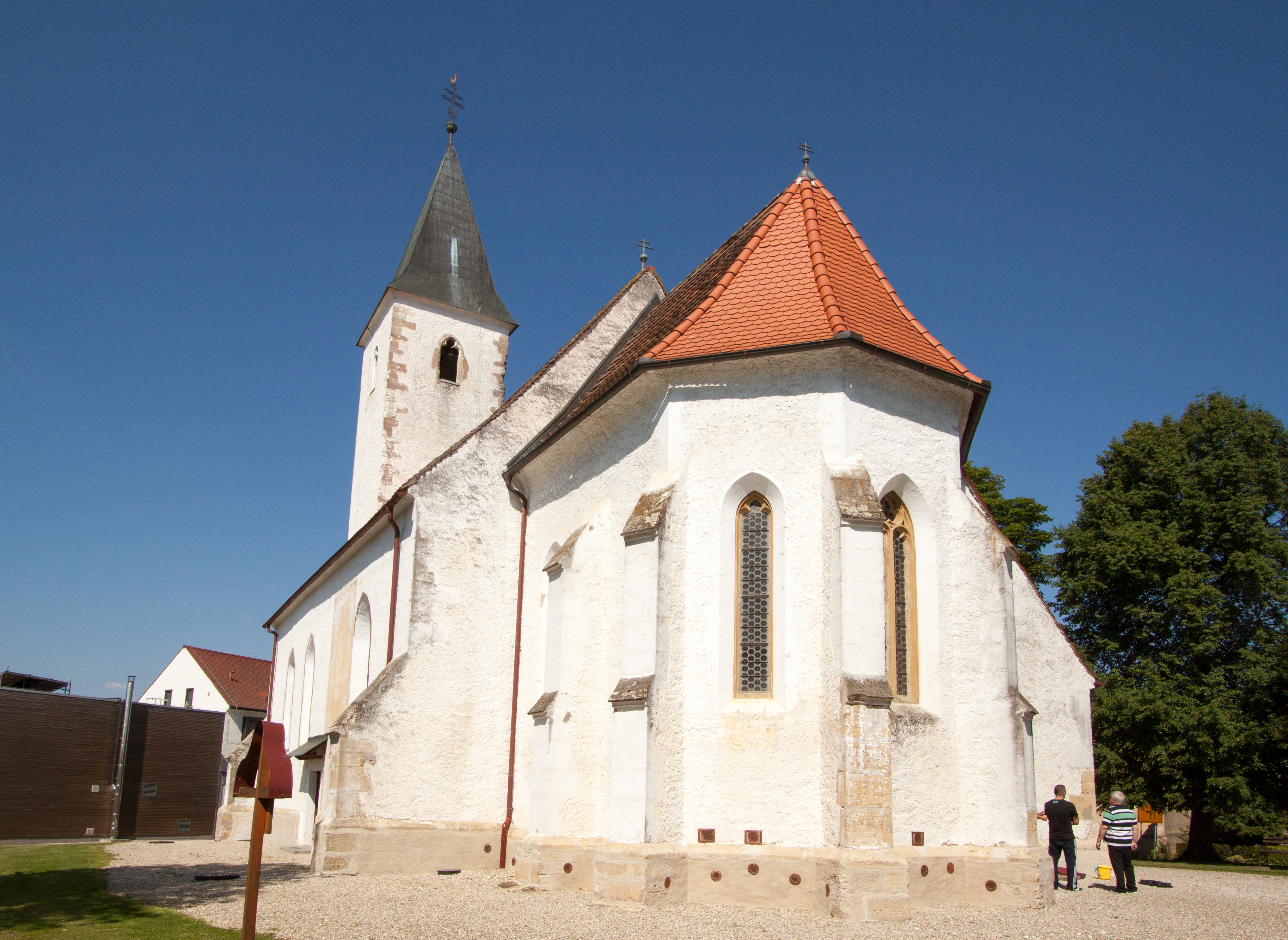
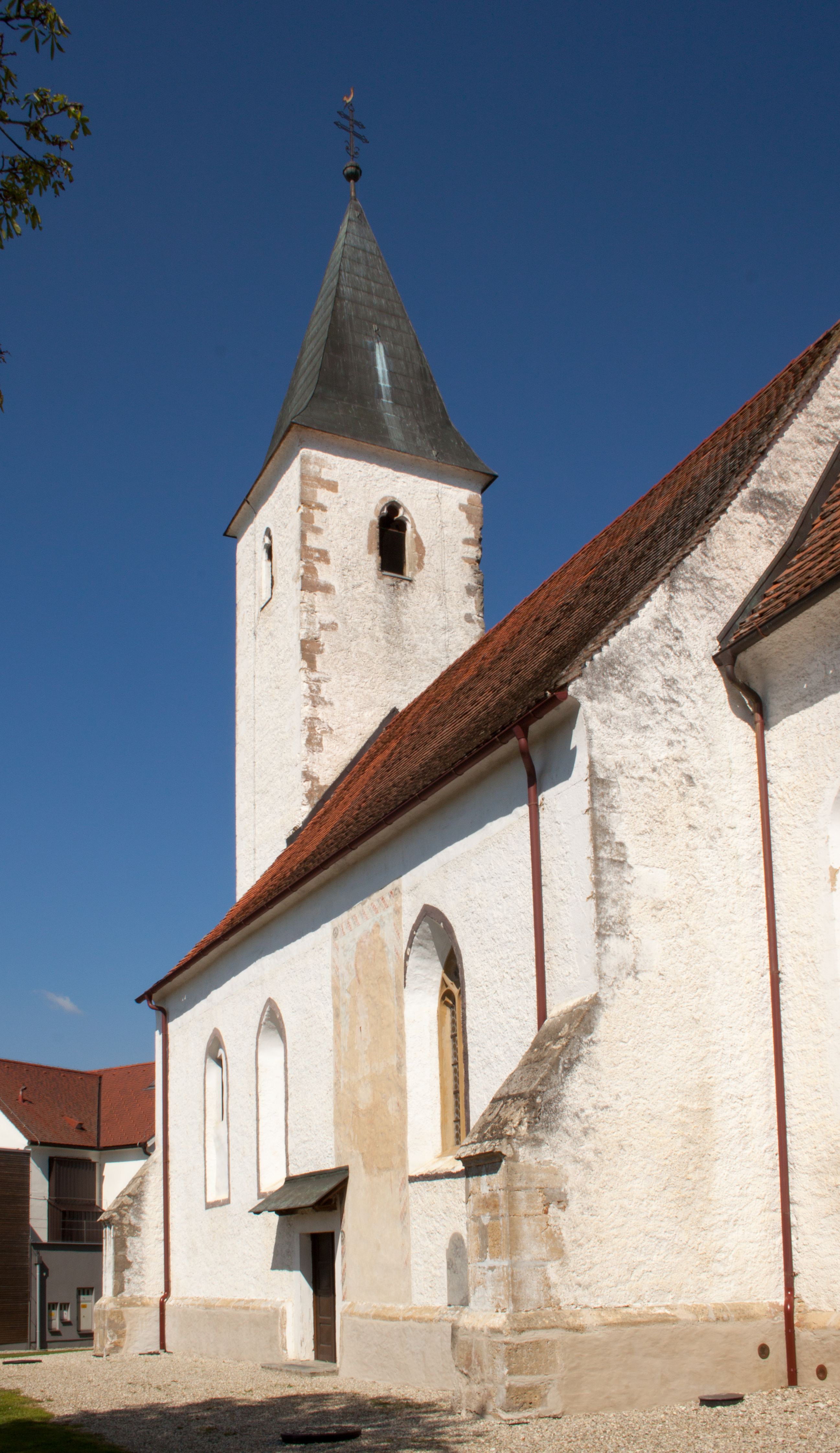

## Freskói

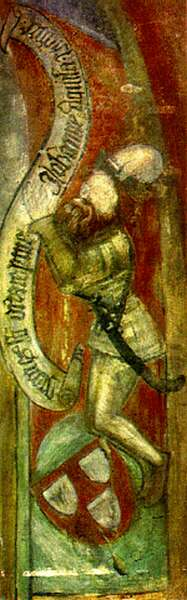
Aquila János mester freskója a templom falán

A martjanci templom nemzetközi művészettörténeti jelentőségét mindenekelőtt falfestményeinek köszönheti. A freskók alkotója a 14. század utolsó évtizedében a radkersburgi (regedei) Aquila János volt, amint arról felirat is tanúskodik: „p(er) man(us) Johannis Aquile Rakespurga oriund(us) ...”
A falfestmények az egyszerű hívőket megszólítását célozzák, rejtett utalásokkal jótékonykodásra ösztönözve őket. Nem csak a templom védőszentje, hanem Szent Dorottya, Szent Ilona, Szent Borbála, Szent Margit, Szent Apollónia, Szent Hedvig, és Árpád-házi Szent Erzsébet is megjelenik karitatív szerepben festményeken.  A sekrestye ajtajának timpanonjában Mihály arkangyalt láthatjuk klasszikus pózban, a kezében mérleggel (pszichosztászia).
Az egyetlen elbeszélő jellegű kompozíció a névadó Tours-i Szent Márton legendája: az északi falon a koldussal látható, a déli falon halottakkal, illetve a fal egy másik képén ő hal meg. Szent Márton és Szent Miklós egy-egy ablakközben is feltűnik.
A szarkofágban Szenvedő Krisztus képe felett az eucharisztikus jelentőségű szőlőtőke ábrázolása jelenik meg. A déli fal fő festménye a vitézeket feltámasztó Szent Márton csodáját idézi. Az északi falon látható a templomot építtető Erasmus plébános alakja, amint bűnösként esedezik az Úr kegyelméért, a másik oldalon pedig jelképesen védőszentje, Szent Erasmus támogatja.
A délnyugati falon lévő ablak felett Aquila János európai fontosságú önarcképe látható, a festőcéh címerévei és kezében a következő szalagfelirattal: „Omnes s(ancti) orate pro me Johanne Aquila pietore”. vagyis: Minden szentek, imádkozzatok értem, Aquila János festőért.   

A templomhajót a szentélytől diadalív választja el.
A diadalív boltozatán Remete Szent Pál és Szent György egy-egy jelenete látható. A diadalív falán Szent Miklós mellett feltűnik Szentgróti Miklós kegyúr is.
A szentély boltozatán az evangélisták szimbólumai láthatók:
- sas (János),
- szárnyas oroszlán (Márk),
- angyal (Máté),
- bika (Lukács);

ezeket a boltsüvegek írásszalaggal kiegészített angyalábrázolásai fogják közre.

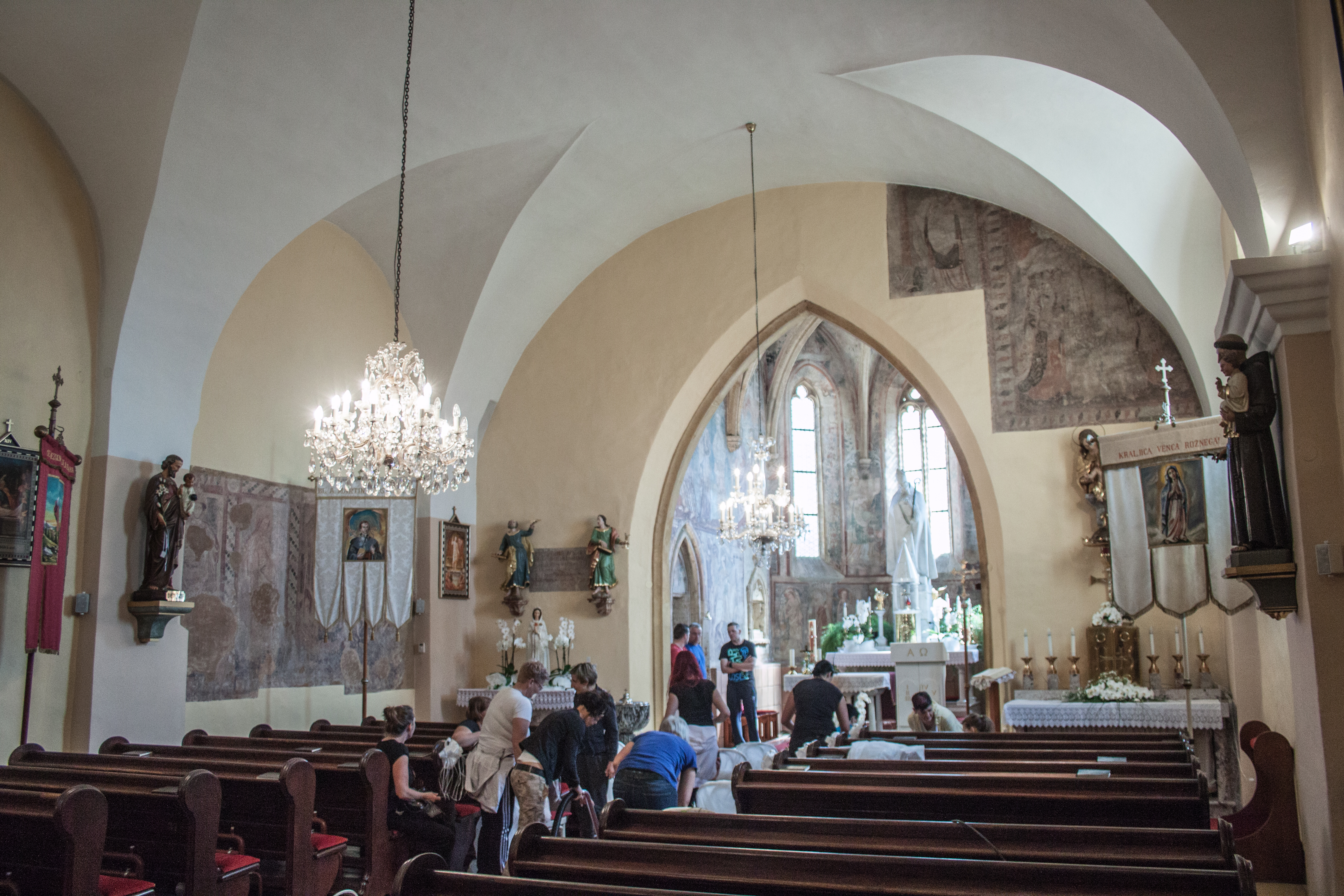
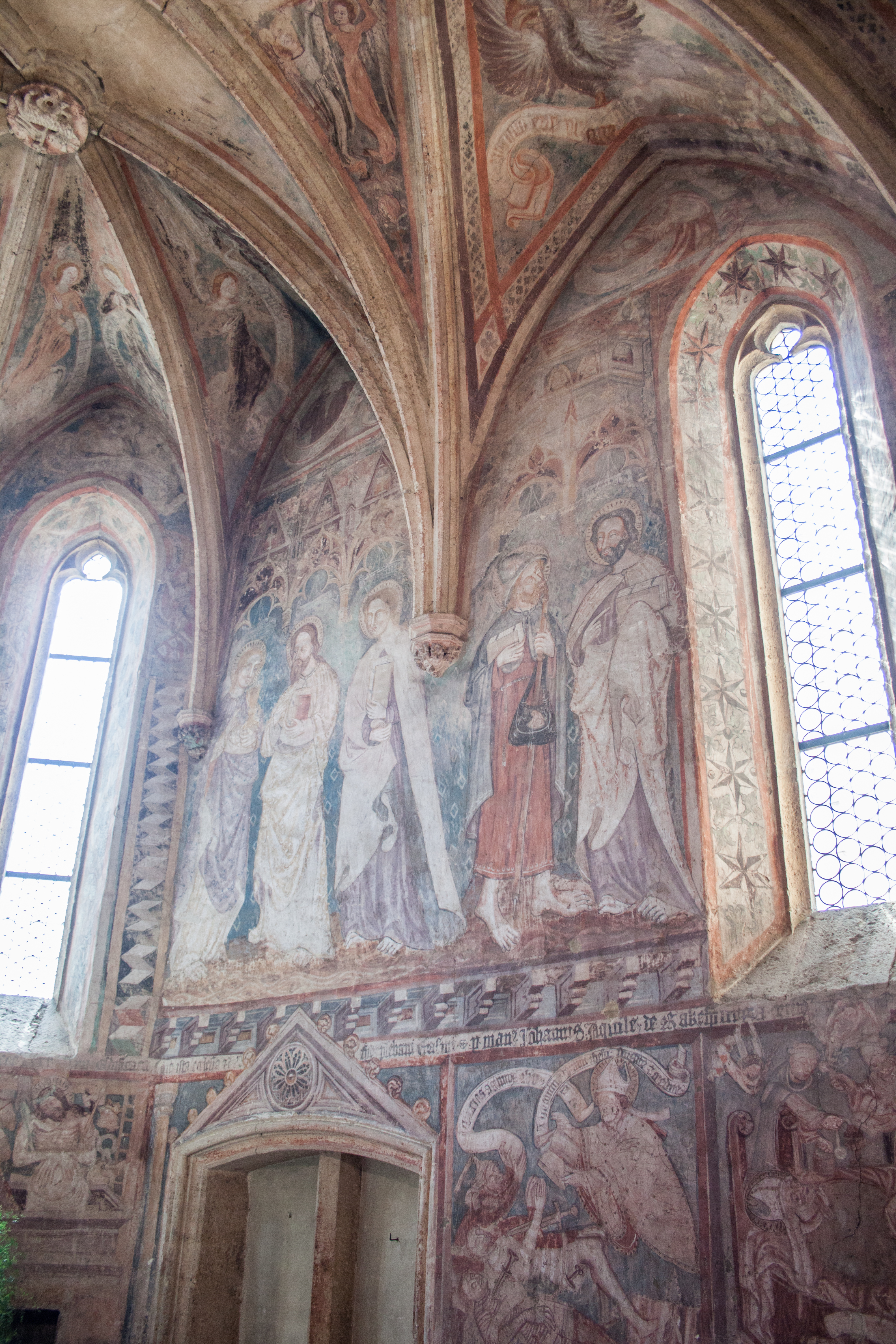
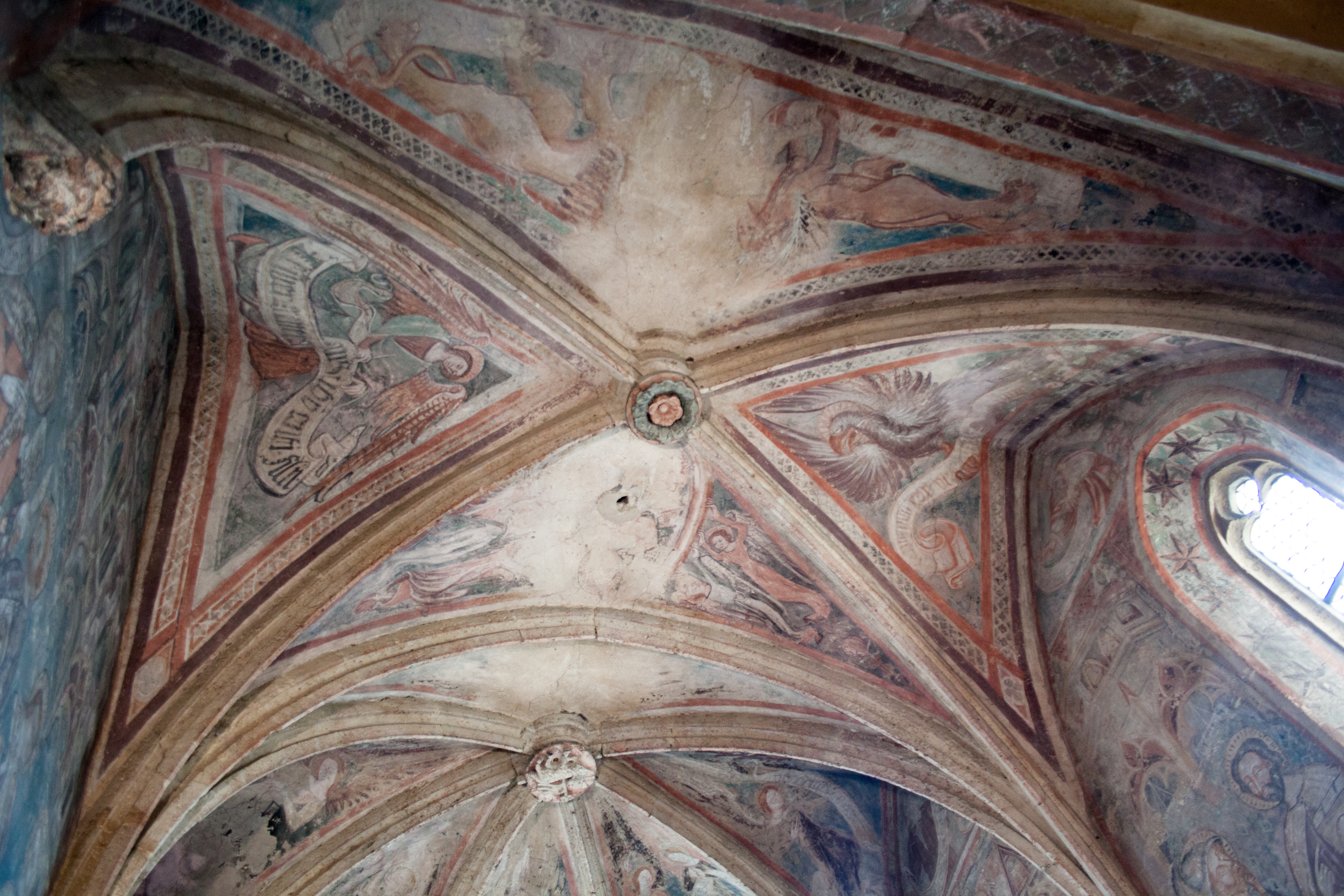
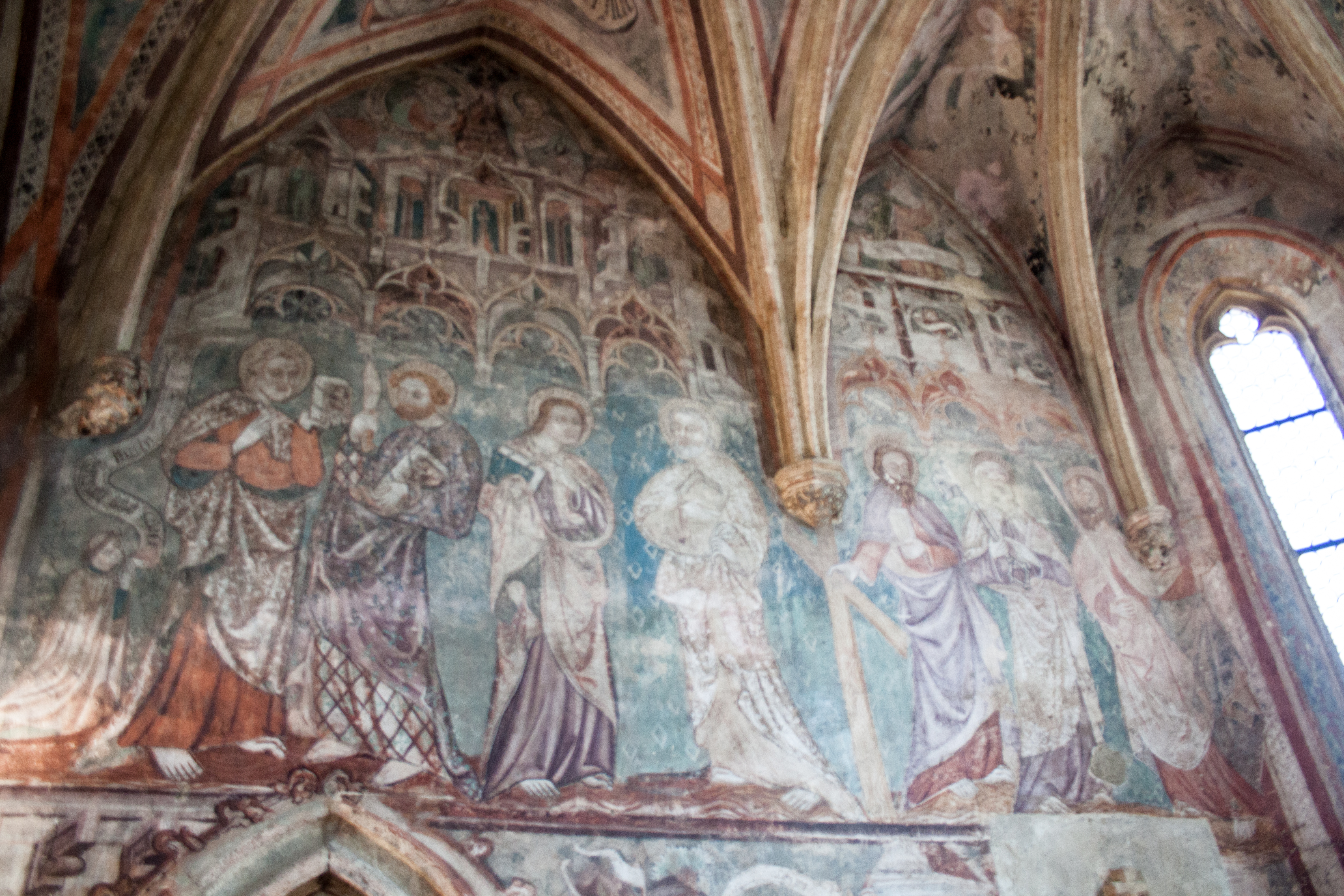
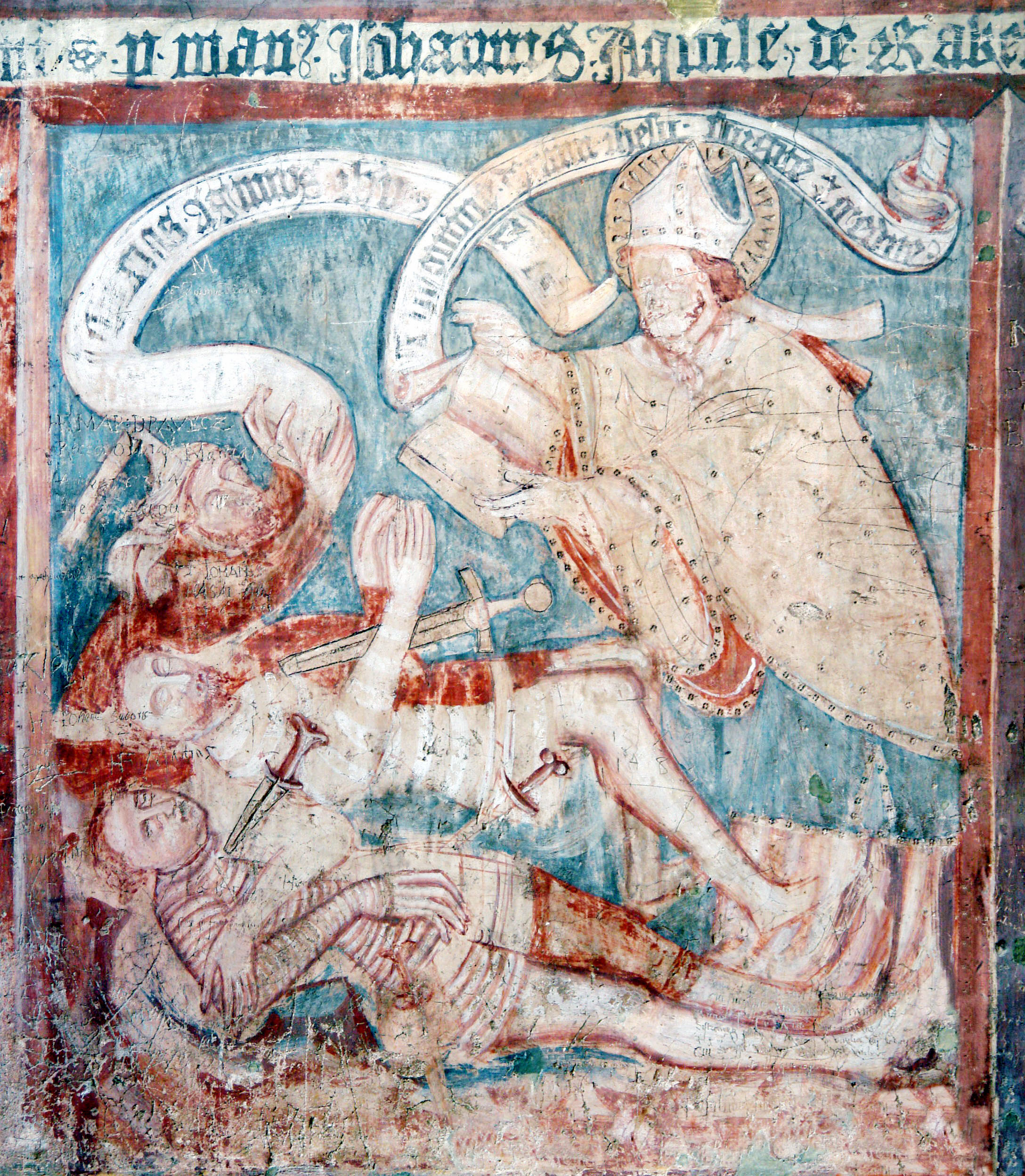
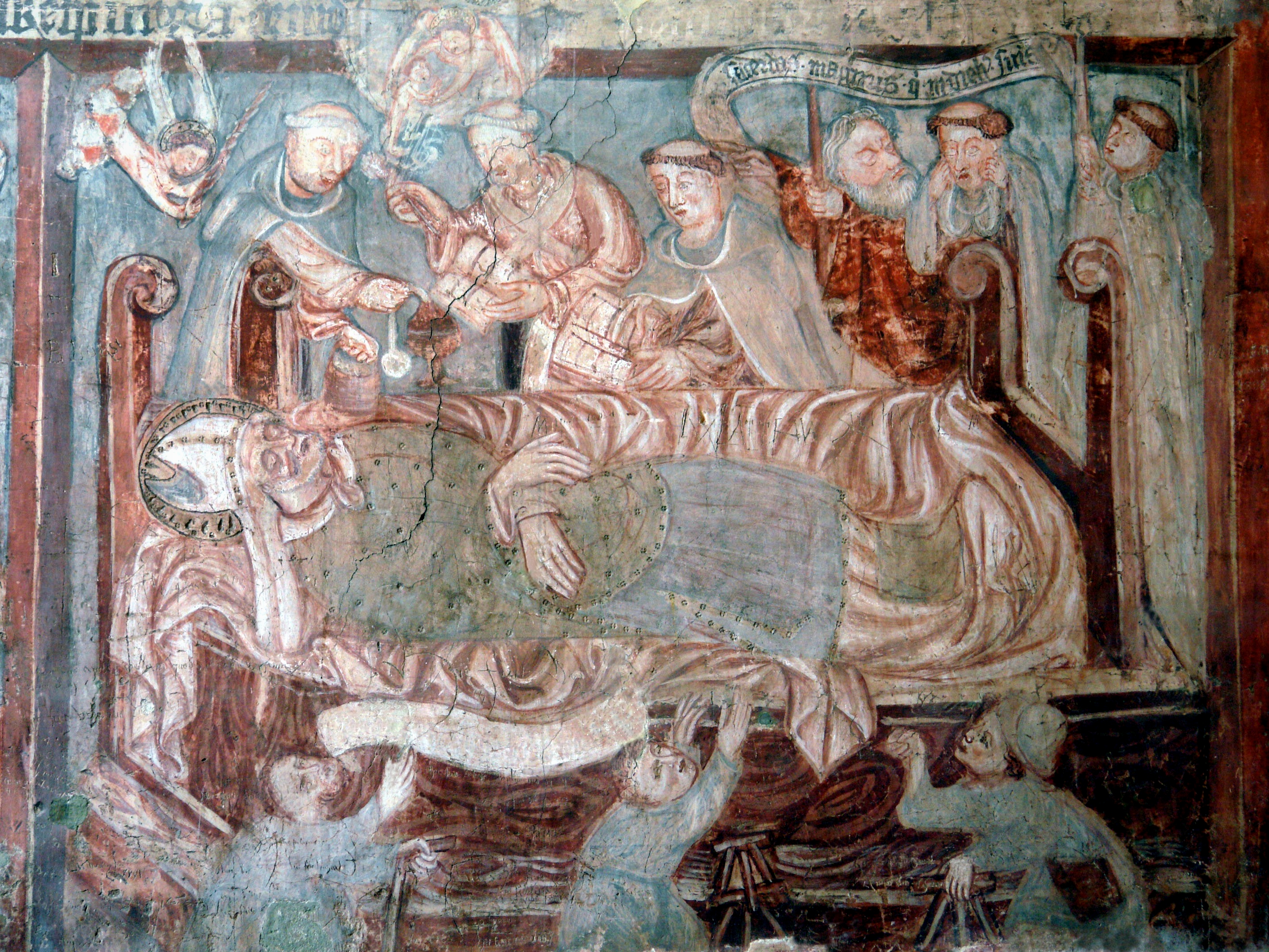
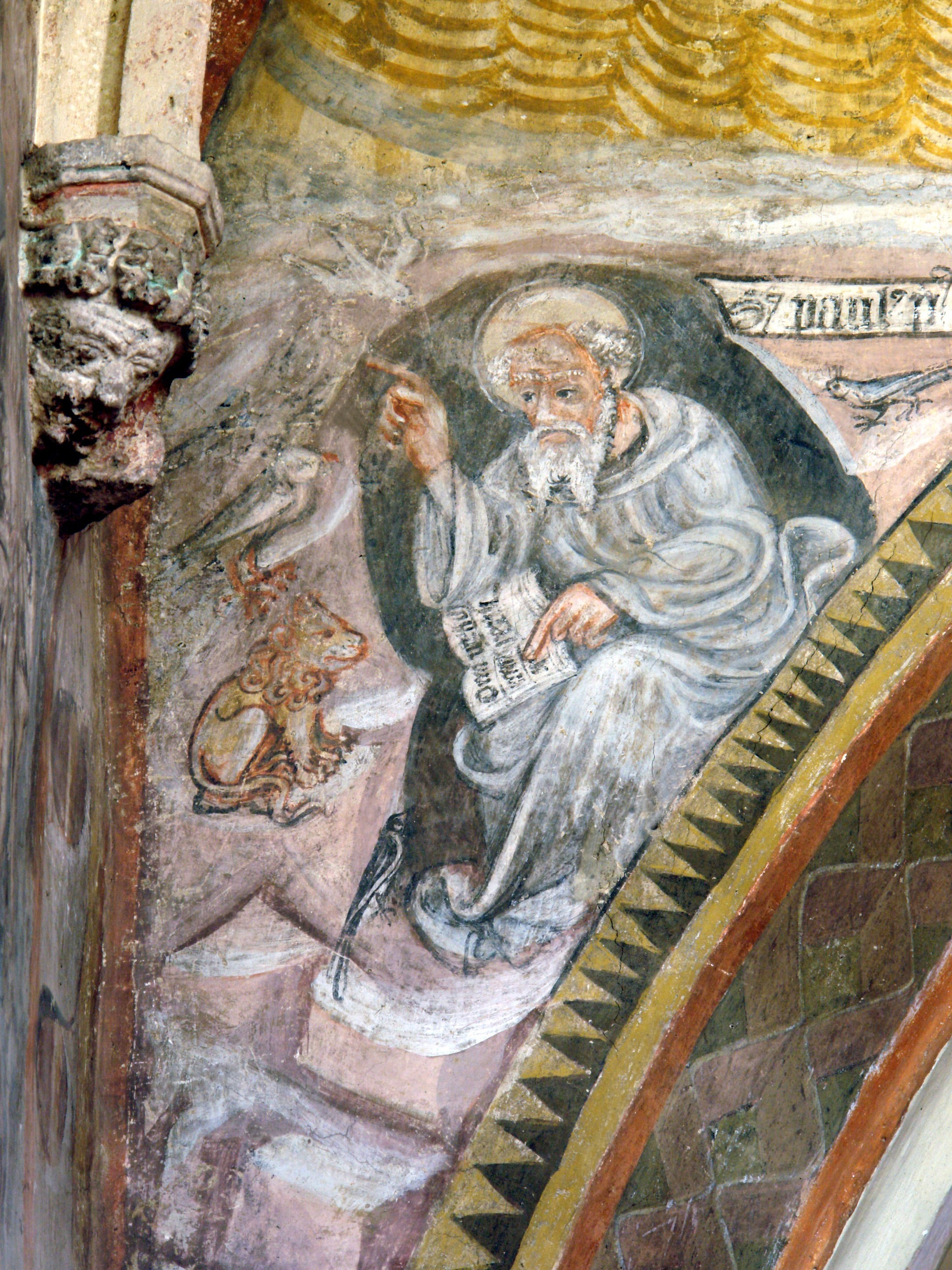
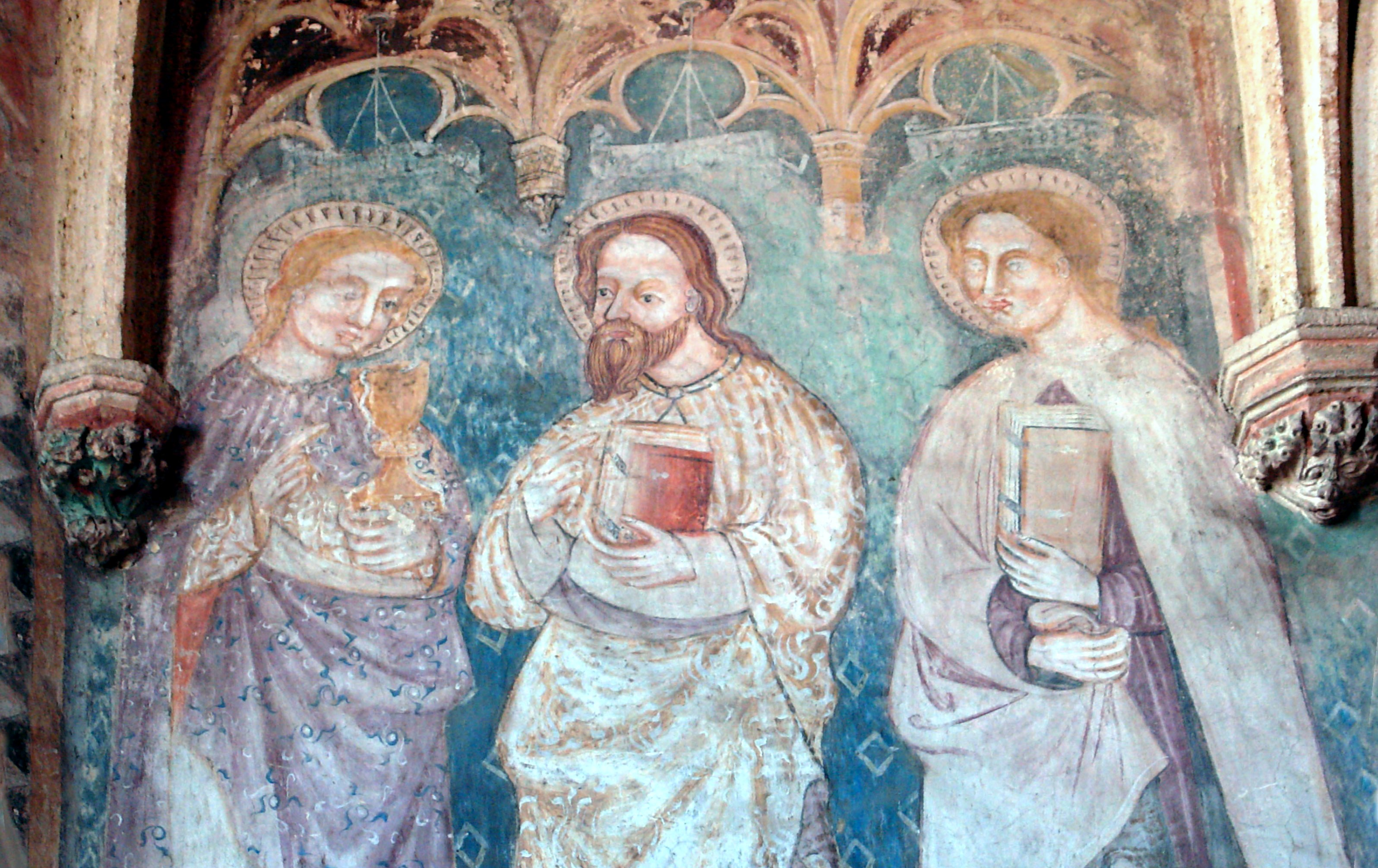
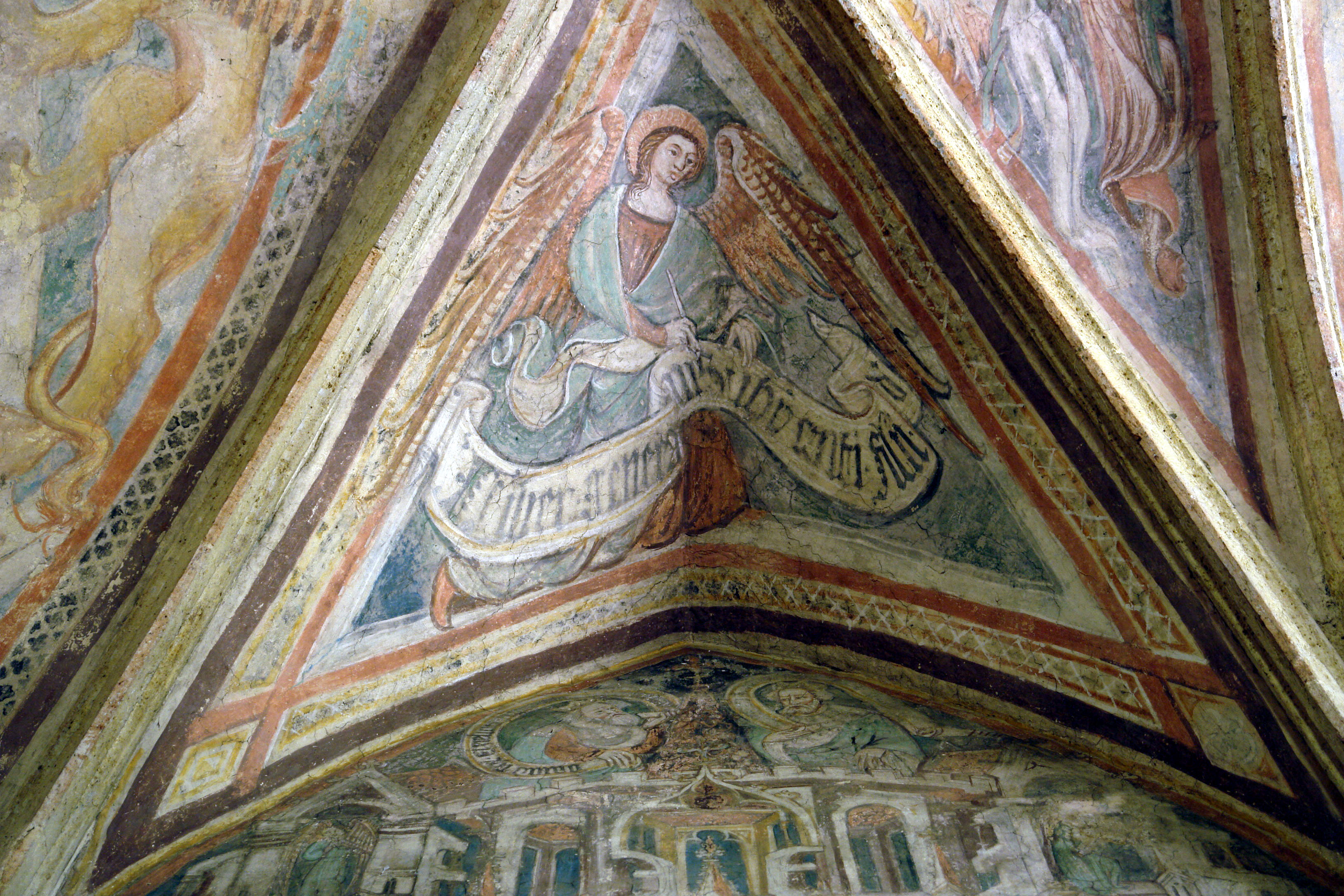
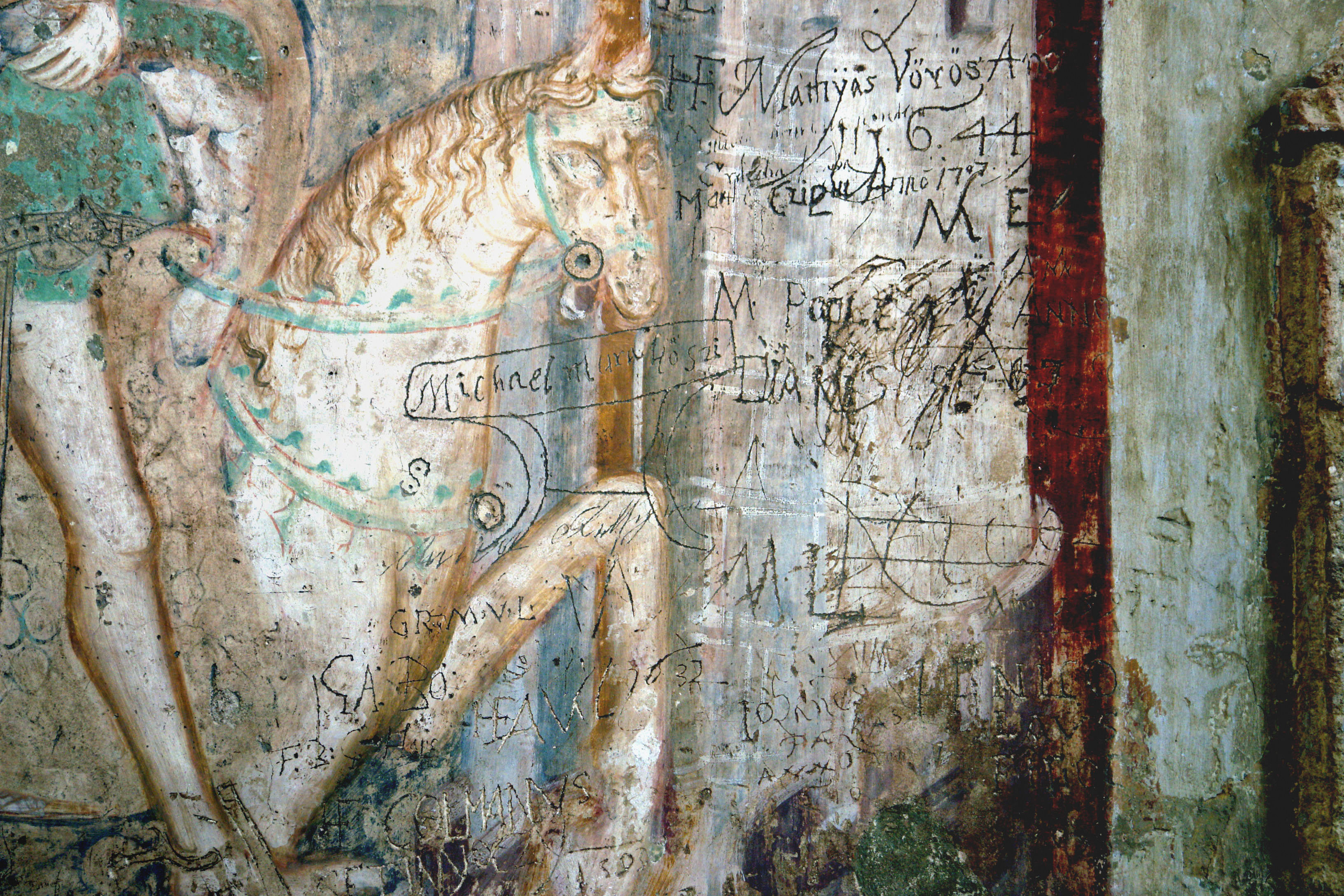

## A templom lelkipásztorai

### Plébánosok
- Wlasics János (1755-56)
- Czipoth Mátyás (1762-80) helyben született Mladetinc (Kismálnás) faluban
- Raffay György (1768-1773)
- Gáber Mihály (1779-1815)
- Miesz Mihály (1815-16)
- Novák Ferenc (1816)
- Szolár István (1816-17)
- Terplán János (1817-36)
- Horváth József (1836-74)
- Bagáry József (1874-1912)
- Horváth József  (1912-32)
- Berdén András (1932-?)

### Káplánok
- Bekovits József (1757-62)
- Czipoth Ferenc (1778-79) helyben született Mladetincon
- Fábiánkovits János (1816)
- Tivadar József (1931)

## Az egyházközségből származó egyházi személyek
- Vrecsics János bántornyai plébános (szül. Mártonhelyen)
- Siftár János felsőszentbenedeki plébános (szül. Mártonhelyen)
- Borovnyák Mátyás szentsebestyéni plébános (szül. Málnás (Kismálnás) községben)
- Czipoth József felsőlendvai plébános (szül. Újtölgyesen)
- Borovnyák József felsőlendvai plébános (szül. Mártonhelyen)